# Jodelle Ferland

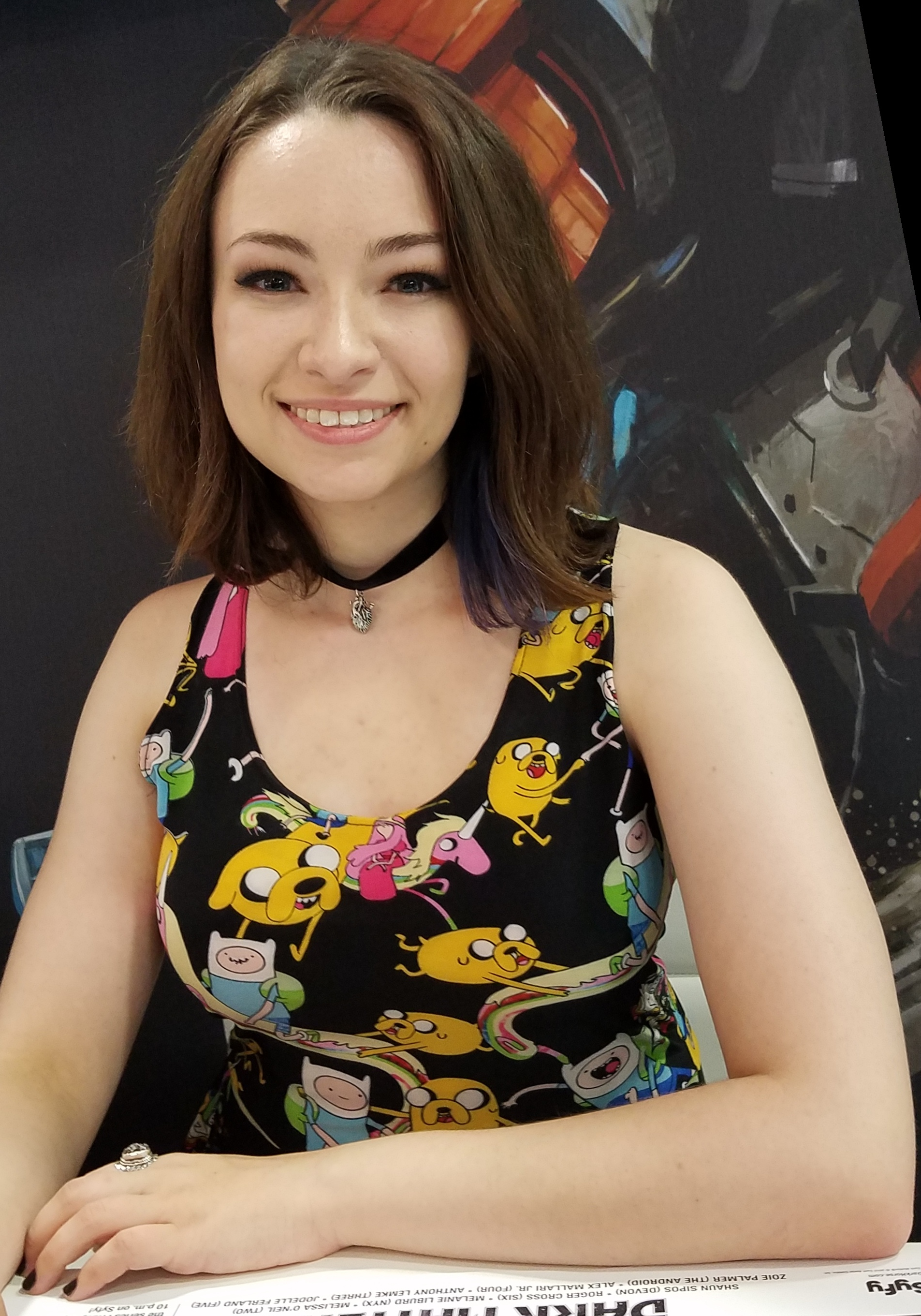
Ferland auf der Comic-Con in San Diego im Jahr 2016

Jodelle Micah Ferland (* 9. Oktober 1994 in Nanaimo, British Columbia) ist eine kanadische Schauspielerin.

## Leben
Jodelle Ferland wurde als Tochter von Valerie und Marc Ferland im kanadischen British Columbia geboren. Sie hat zudem zwei Geschwister Marisha Ferland, ebenfalls Schauspielerin sowie den Musiker Jeremy Ferland.
Ferland gab ihr Filmdebüt im Alter von sechs Jahren im Fernsehfilm Mermaid aus dem Jahr 2000, für den sie eine Emmy-Nominierung erhielt. Damit war sie die jüngste Nominierte in der Geschichte der Emmy Awards. Weitere Rollen spielte sie in den erfolgreichen Fernsehserien Smallville, Dark Angel und Stephen Kings Miniserie Kingdom Hospital. Im Jahr 2004 wurde sie für Terry Gilliams Tideland als Jeliza-Rose in ihrer bis dato ersten Hauptrolle besetzt. Der Film feierte beim Toronto International Film Festival 2005 Premiere. Es folgte die Videospiel-Adaption Silent Hill, in der sie die Rollen der Sharon DaSilva und Alessa Gillespie verkörperte. 2007 wurde sie in der Kategorie Beste Hauptdarstellerin für Tideland für den Genie Award nominiert.
Im Jahr 2009 stand Ferland neben Renée Zellweger für den Horrorfilm Fall 39 vor der Kamera. 2010 übernahm sie die Rolle der Vampirin Bree in der Romanverfilmung Eclipse – Biss zum Abendrot. Ferland betonte, ihre Rolle vor der Zusage nicht gelesen zu haben – „In der Regel lese ich das Drehbuch, bevor ich einer Rolle zusage. Diesmal nicht. Es ist schließlich Twilight und so habe ich gleich zugesagt“.
2011 übernahm sie eine kleine Rolle in The Cabin in the Woods und hatte in dem 2012 entstandenen Stop-Motion-Film ParaNorman in der Originalversion eine Sprechrolle als Aggie. Im selben Jahr war sie außerdem in den Filmen The Tall Man, Mighty Fine und in der vierten Fortsetzung von Kevin – Allein zu Haus, Allein zu Haus: Der Weihnachts-Coup zu sehen. 2013 und 2014 folgten Rollen für die Produktionen Midnight Stallion und A Warden’s Ransom. Ebenfalls 2014 übernahm sie unter anderem eine Rolle in dem Film Red, der lose auf Rotkäppchen basiert.
2015 hatte sie einen Gastauftritt in der kanadischen Krimiserie Motive und übernahm von 2015 bis 2017 in der von Syfy produzierten Fernsehserie Dark Matter eine der Hauptrollen.

## Filmografie (Auswahl)

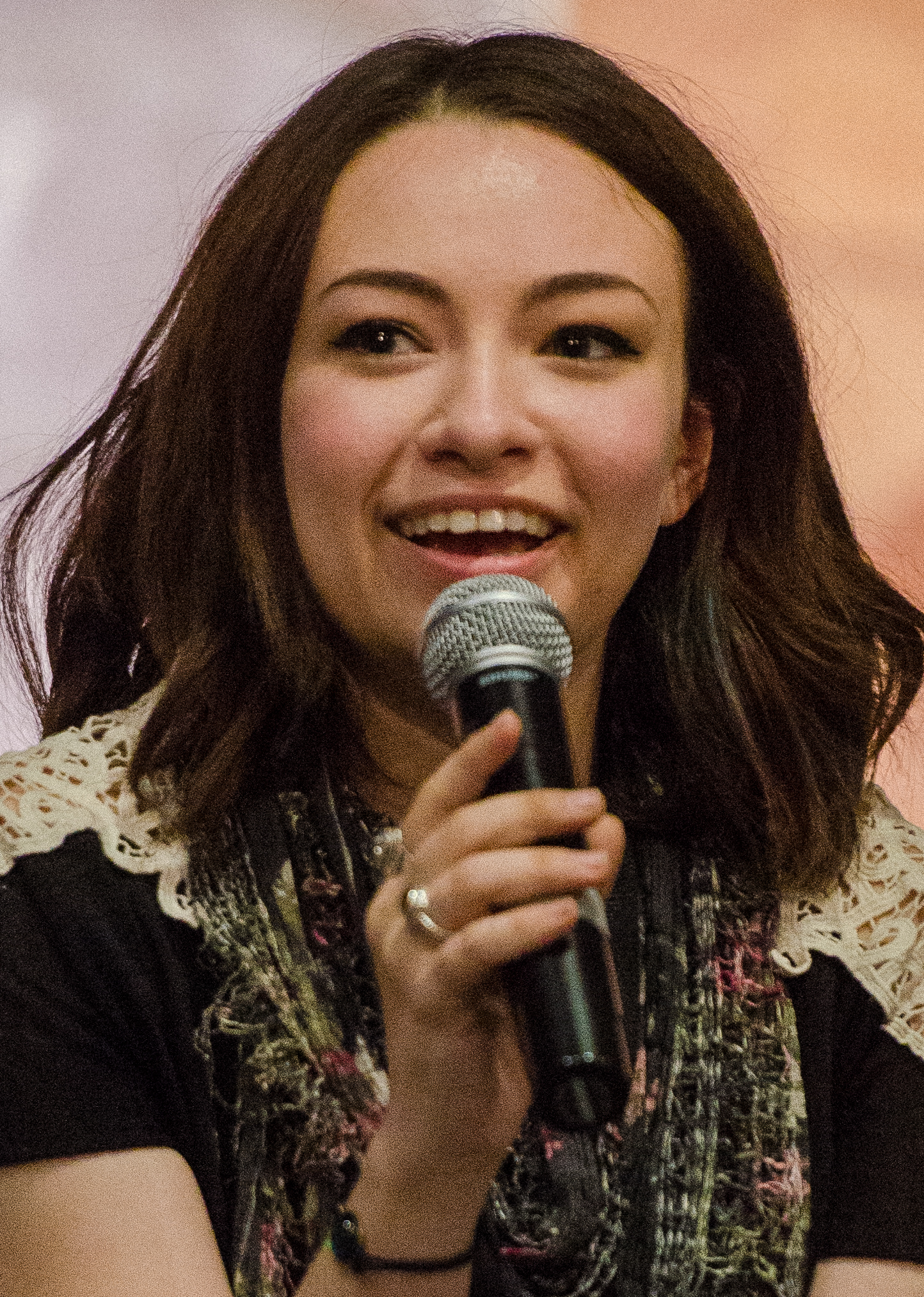
Ferland auf der Gatecon 2016 in Vancouver

### Filme
- 2000: Mermaid (Fernsehfilm)
- 2000: Die Linda McCartney Story (The Linda McCartney Story, Fernsehfilm)
- 2000: Survivor – Die Überlebende (Sole Survivor, Fernsehfilm)
- 2000: Christmas Babies – Ein Geschenk des Himmels (Fernsehfilm)
- 2002: Flammenhölle Las Vegas (Trapped, Fernsehfilm)
- 2001: The Miracle of the Cards (Fernsehfilm)
- 2002: They – Sie Kommen (Ticks)
- 2002: Carrie (Fernsehfilm)
- 2003: Mob Princess (Fernsehfilm)
- 2004: 10.5 – Die Erde bebt (Fernsehfilm)
- 2004: Coole Weihnachten (A Very Cool Christmas, Fernsehfilm)
- 2005: Tideland
- 2006: Silent Hill
- 2006: Amber’s Story (Fernsehfilm)
- 2006: Swimming Lessons
- 2006: The Secret of Hidden Lake (Fernsehfilm)
- 2007: Seed
- 2007: The Messengers
- 2007: BloodRayne II: Deliverance
- 2007: Pictures of Hollis Woods (Fernsehfilm)
- 2007: Der Glücksbringer (Good Luck Chuck)
- 2008: Céline (Fernsehfilm)
- 2009: Captain Cook’s Extraordinary Atlas (Fernsehfilm)
- 2009: Wonderful World
- 2009: Fall 39 (Case 39)
- 2009: Everything’s Coming Up Rosie (Kurzfilm)
- 2010: Eclipse – Biss zum Abendrot (The Twilight Saga: Eclipse)
- 2011: Eisbeben – Alarm in der Arktis (Ice Quake, Fernsehfilm)
- 2011: Girl Fight (Fernsehfilm)
- 2012: Monster (Kurzfilm)
- 2012: The Cabin in the Woods
- 2012: ParaNorman
- 2012: Mighty Fine
- 2012: Allein zu Haus: Der Weihnachts-Coup (Home Alone: The Holiday Heist, Fernsehfilm)
- 2012: The Tall Man – Angst hat viele Gesichter (The Tall Man)
- 2013: Midnight Stallion (Fernsehfilm)
- 2013: The Goodbye Girl (Kurzfilm)
- 2014: A Warden’s Ransom
- 2014: Red
- 2015: The Unspoken
- 2016: My Daughter’s Disgrace
- 2017: Big Fat Liar 2
- 2017: Neverknock

### Fernsehserien
- 1999: Cold Squad
- 1999: Survivor – Die Überlebende (Sole Survivor)
- 2000: Higher Ground
- 2001: Dark Angel
- 2001: Die einsamen Schützen (The Lone Gunmen)
- 2001: Fionas Website (So Weird)
- 2002: Der Fall John Doe! (John Doe)
- 2002: Special Unit 2 – Die Monsterjäger (Special Unit 2)
- 2003: Smallville
- 2003: Dead Like Me – So gut wie tot (Dead Like Me)
- 2003: The Collector
- 2004: Kingdom Hospital
- 2006: Supernatural (Episode 19, Staffel 1)
- 2006: Stargate – Kommando SG-1 (Stargate SG-1)
- 2008: Stargate Atlantis (Staffel 4, Folge 14)
- 2011–2012: R. L. Stine’s The Haunting Hour
- 2015: Motive (Episode 3x04)
- 2015–2017: Dark Matter
- 2018: Frankie Drake Mysteries (Episode 10, Staffel 1)
- 2019: Supernatural (Episode 6, Staffel 15)
- seit 2018: Darken: Before the Dark
- 2020: The Order (Staffel 2, Folge 3 und 4)

## Auszeichnungen
Ferland erhielt schon mehrere Nominierungen für Filmpreise und gewann bislang zwei Preise. Den Young Artist Award bekam sie für ihre darstellerische Leistung in dem kanadischen Drama Mermaid, bei dessen Dreh sie erst vier Jahre alt war.
- Young Artist Award 2001: Gewinnerin für die „Beste Leistung in einem Fernsehfilm (Komödie oder Drama) – Schauspieler bis 10 Jahre“ in Mermaid
- Daytime Emmy Award 2001: Nominierung für „Hervorragende Leistung in einem Kinderfilm“ in Mermaid
- Young Artist Award 2003: Eine Nominierung für The Christmas Child
- Young Artist Award 2004: Nominierung für die „Beste Leistung in einer Nebenrolle – Jungdarsteller“ in Smallville
- Leo Award 2004: Nominierung für die „Beste Leistung in einer weiblichen Nebenrolle, in einer Fernsehserie (Drama)“ in The Collector
- Young Artist Award 2005: Nominierung für die „Beste Darstellung in einer Fernsehserie (Komödie oder Drama) – Schauspieler bis 10 Jahre“ in Stephen King’s Kingdom Hospital
- Genie Award 2007: Nominierung für die „Beste Leistung in einer Hauptrolle“ in Tideland
- Saturn Award 2007: Nominierung für die „Beste Darstellung eines jugendlichen Schauspielers“ in Tideland
- CAMIE Award 2008: Gewinnerin für die „Beste weibliche Hauptrolle in einem TV Film“ in Pictures of Hollis Hill